# غاري هايد
غاري هايد (بالإنجليزية: Gary Hyde)‏ (28 ديسمبر 1969 في المملكة المتحدة - ) هو لاعب كرة قدم بريطاني في مركز الوسط. لعب مع سكونثورب يونايتد وليستر سيتي وويتبي تاون ‏ ودارلينجتون إف سى.